# 杜恒岩
杜 恒岩（と こうがん、1951年7月 - ）は、中国人民解放軍の軍人。2013年8月現在、済南軍区政治委員を務める。階級は上将である。中国共産党党員であり、第18届党中央委員会委員に選出されている。

## 来歴
1951年7月、遼寧省大連市に生まれる。籍貫は山東省竜口市である。1970年2月、中国共産党に入党する。1969年2月、人民解放軍に入隊する。陸軍の歩兵連隊に配属される。1971年11月、歩兵連隊通信中隊の小隊長となる。1974年8月、歩兵連隊政治処組織係幹事となる。1976年5月、師団政治部組織科幹事となる。1978年5月、瀋陽軍区政治部組織部青年科幹事となる。1979年7月、
瀋陽軍区司令部弁公室第1秘書科秘書となり、その後に同副科長となる。1985年7月、瀋陽軍区司令部弁公室第1秘書処処長となる。1985年11月、瀋陽軍区司令部弁公室第1秘書処秘書となる。
1988年12月、北京軍区指揮自動化工作場場長となる。1989年2月、北京軍区司令部弁公室第1秘書処副師職級秘書となる。1990年9月、北京軍区政治部副秘書長となり、その後に同秘書長となる。1996年8月、第28集団軍副政治委員となる。2000年8月、第65集団軍政治委員となる。
2005年12月、済南軍区政治部主任及び軍区党委員会常任委員となる。2007年12月、済南軍区副政治委員兼軍区規律検査委員会書記及び軍区党委員会常任委員となる。2010年7月、済南軍区政治委員及び軍区党委員会書記となる。
1983年6月から1986年6月の3年間、遼寧省の高等教育自学考試（修了すると大学卒と同等の学位を授与される自習教育制度）党政幹部基礎科コースを学習した。1995年8月から1997年12月まで、中央党校領導幹部通信教育クラスで経済管理を専攻し学習した。また1999年9月から2000年1月まで、国防大学基本コースで教育を受ける。2003年2月から2003年7月まで、国防大学戦略学クラスで教育を受ける。
第16次党全国代表大会代表、第17届中央規律検査委員会委員に選出された。次に第18届党中央委員会委員に選出されている
1999年7月少将に昇格、2007年7月中将に、2012年7月30日に上将に昇格した。

## 実戦経験
入隊してすぐに1970年6月には珍宝島事件では守備作戦任務に就いた。

## 参照
- 济南军区政治委员杜恒岩等6人晋升为上将(简历)_水母网